# Desvenlafaxină
Desvenlafaxina este un medicament antidepresiv din clasa inhibitorilor recaptării de serotonină și noradrenalină (IRSN), fiind utilizat în tratamentul tulburării depresive majore. Este derivatul demetilat al venlafaxinei, și este posibil să fie mai puțin eficientă ca aceasta. Calea de administrare disponibilă este cea orală.
Molecula a fost aprobată pentru uz medical în Statele Unite ale Americii în anul 2008. În Europa, Agenția Europeană a Medicamentului a refuzat aprobarea utilizării medicamentului în anul 2009.